# جمهوری فدرال آمریکای مرکزی

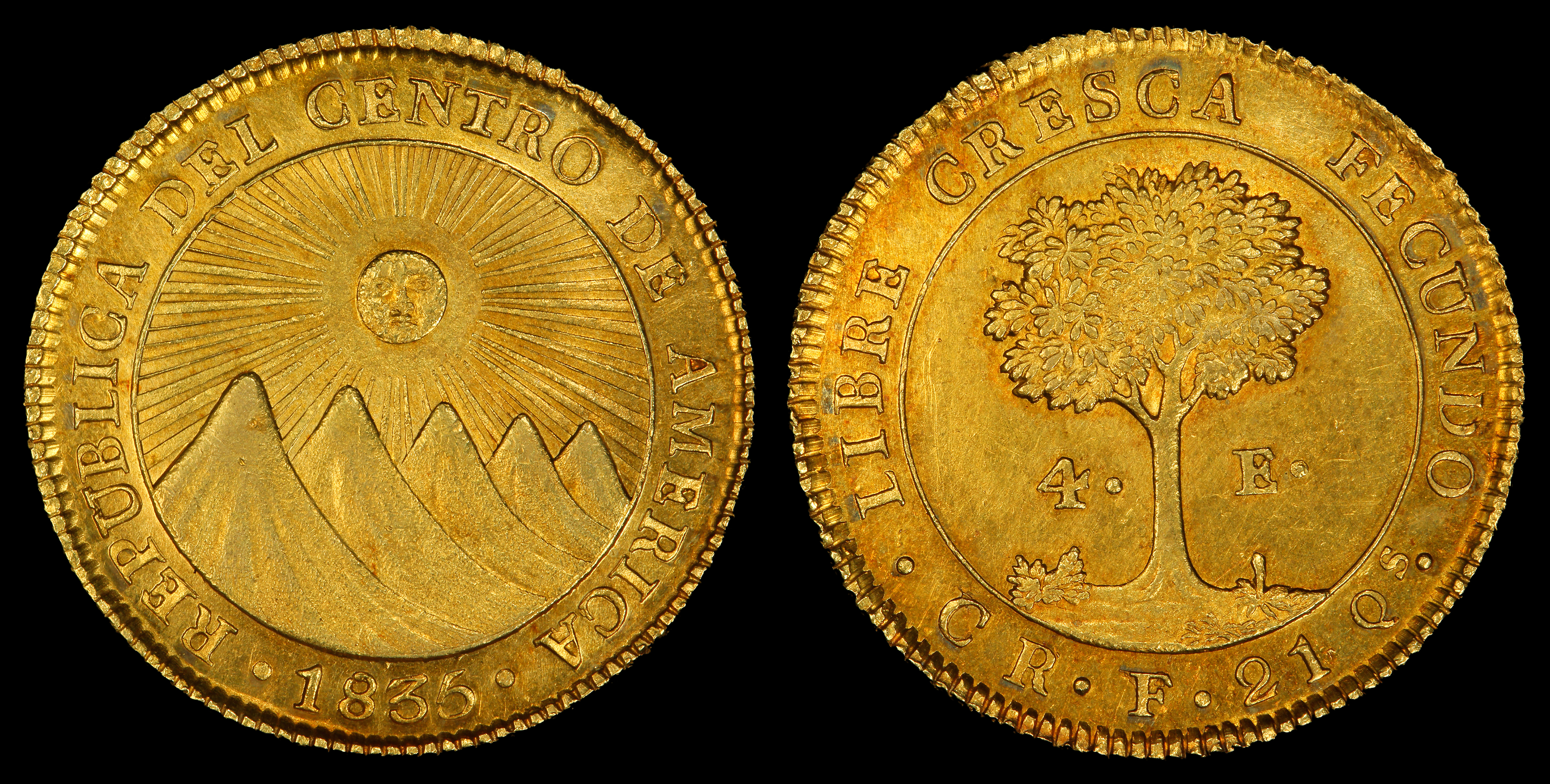
سکه ۴ رئال (۱۸۳۵). ضرب در سان خوزه، ضرابخانه کاستاریکا (۶۹۷ ضرب شد).

جمهوری فدرال آمریکای مرکزی (به اسپانیایی República Federal de Centroamérica)، همچنین در اولین سال تأسیس با نام ایالات متحده آمریکای مرکزی، یک کشور مستقل در آمریکای مرکزی بود، که شامل سرزمین‌های سابق از فرمانداری کل گواتمالا اسپانیای نو می‌شد. این کشور از سپتامبر ۱۸۲۱ تا ۱۸۴۱ وجود داشته است، و یک کشور دموکراتیک و جمهوری بود. همچنین گاهی اوقات به اشتباه به زبان انگلیسی به‌عنوان ایالات متحده آمریکا مرکزی نامیده می‌شود.
پس از فروپاشی قدرت استعمار اسپانیا، فرمانداری کل پیشین در گواتمالای امروزی به‌عنوان بخشی از امپراتوری اول مکزیک دست‌نخورده باقی ماند. با استقلال این بخش، جمهوری فدرال آمریکای مرکزی یک واحد سیاسی مستقل شناخته شد که حکومتی دموکراتیک داشت و پایتخت آن گواتمالاسیتی بود.
این اتحادیه شامل ۶ کشور امروزی گواتمالا (که شامل کشور سابق لس‌آلتوس هم بود)، السالوادور، هندوراس، نیکاراگوئه، کاستاریکا، و سوکونوسکو (بخشی از ایالات امروزی چیاپاس در مکزیک) می‌شد. جمهوری فدرال آمریکای مرکزی از ۱۸۲۳ تا ۱۸۳۸ دوام یافت ولی پس از آن به خاطر بروز جنگ داخلی از هم پاشید و پس از مدتی کشورهای کوچک‌تر امروزی هر کدام اعلام استقلال کردند.
بر سر بلیز نیز بین امپراتوری اسپانیا و امپراتوری بریتانیا مناقشه بود ولی این کشور نیز بعدها در سال ۱۹۸۱ به استقلال رسید.

## فهرست روسای جمهوری
- ۱۸۲۳ – ۱۸۲۵: خوزه سيسيلو  فاليه
- ۱۸۲۵ – ۱۸۲۹: مانوئل خوزه آرسي
- ۱۸۲۹ – ۱۸۳۰: خوزه فرانسيسكو بارانديا
- ۱۸۳۰ – ۱۸۳۹: فرانسيسكو مورازان

## کشورها و پرچم‌های جانشین

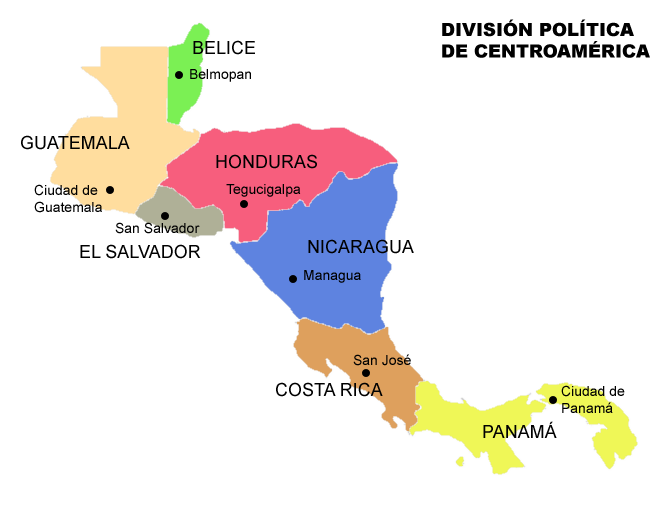
کشورهای آمریکای مرکزی و پایتخت‌ها

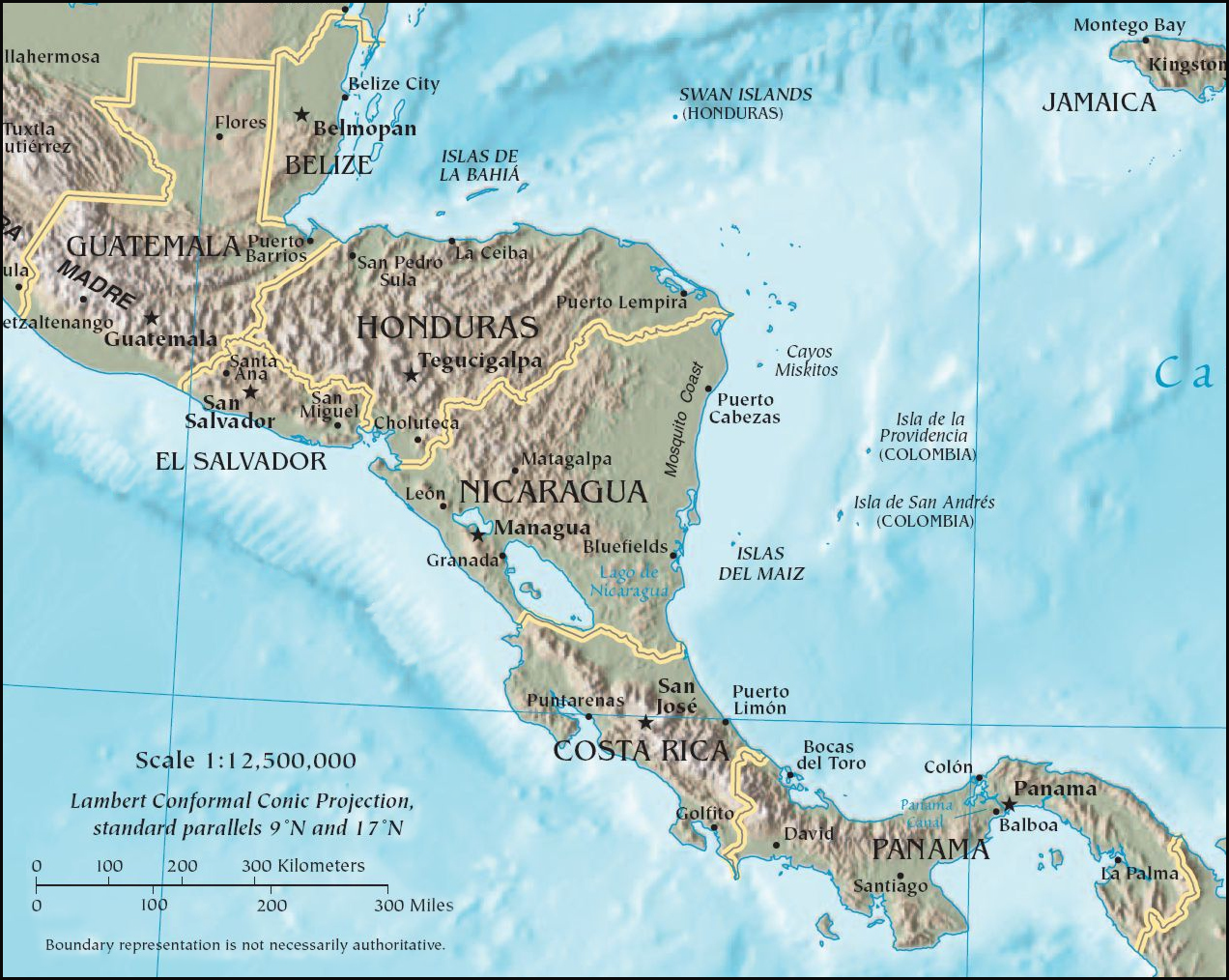
جغرافیای طبیعی کشورهای آمریکای مرکزی

|               |                 |              |                 |                |               |
| پرچم گواتمالا | پرچم السالوادور | پرچم هندوراس | پرچم نیکاراگوئه | پرچم کاستاریکا | پرچم لاس‌آلتوس |

|               |                 |              |                 |                |        |
| پرچم گواتمالا | پرچم السالوادور | پرچم هندوراس | پرچم نیکاراگوئه | پرچم کاستاریکا | چیاپاس |

## جغرافیای انسانی
| کشور       | مساحت   | جمعیت (سال ۲۰۰۹) | تراکم جمعیت در کیلومتر مربع | پایتخت       | زبان رسمی |
| ---------- | ------- | ---------------- | --------------------------- | ------------ | --------- |
| بلیز       | ۲۲٬۹۶۶  | ۳۰۷٬۰۰۰          | ۱۳                          | بلموپان      | انگلیسی   |
| کاستاریکا  | ۵۱٬۱۰۰  | ۴٬۵۷۹٬۰۰۰        | ۹۰                          | سان خوزه     | اسپانیایی |
| السالوادور | ۲۱٬۰۴۰  | ۶٬۱۶۳٬۰۰۰        | ۲۹۲                         | سان سالوادور | اسپانیایی |
| گواتمالا   | ۱۰۸٬۸۹۰ | ۱۴٬۰۲۷٬۰۰۰       | ۱۲۹                         | گواتمالاسیتی | اسپانیایی |
| هندوراس    | ۱۱۲٬۰۹۰ | ۷٬۴۶۶٬۰۰۰        | ۶۷                          | تگوسیگالپا   | اسپانیایی |
| نیکاراگوئه | ۱۳۰٬۳۷۳ | ۵٬۷۴۳٬۰۰۰        | ۴۴                          | ماناگوآ      | اسپانیایی |
| پاناما     | ۷۸٬۲۰۰  | ۳٬۴۵۴٬۰۰۰        | ۴۴                          | پاناماسیتی   | اسپانیایی |
| مجموع      | ۵۲۳٬۷۸۰ | ۴۱٬۷۳۹٬۰۰۰       | ۸۰                          | -            | -         |